# Światowy Dzień Ptaków Wędrownych
Światowy Dzień Ptaków Wędrownych (ang. World Migratory Bird Day, WMBD) – święto obchodzone corocznie od 2006 na arenie międzynarodowej w 2. weekend maja, ustanowione przez Program Środowiskowy Organizacji Narodów Zjednoczonych (UNEP) w ramach porozumienia o ochronie afrykańsko-euroazjatyckich wędrownych ptaków wodnych (ang. African-Eurasian Waterbird Agreement, AEWA) i konwencji o ochronie wędrownych gatunków dzikich zwierząt (ang. Convention on Migratory Species, CMS).
Kwestie dotyczące ochrony wędrownych gatunków dzikich zwierząt reguluje Konwencja Bońska (CMS). Jest to umowa międzynarodowa (ratyfikowana przez Polskę w 1996 roku), zwracająca uwagę na konieczność połączenia wysiłku wszystkich państw, w których przebywają gatunki wędrowne. Konwencja zobowiązuje do zapewnienia zwierzętom bezpieczeństwa w czasie wędrówki (poruszając również problem przeszkód na trasach wiosennych wędrówek ptaków), ochrony ich siedlisk i miejsc zgrupowań.
Celem obchodów jest promowanie ochrony ptaków wędrownych na całym świecie, głównie zagrożonych wyginięciem.
Międzynarodowy Dzień Ptaków Wędrownych
Idea obchodów Międzynarodowego Dnia Ptaków Wędrownych, ang. International Migratory Bird Day (IMBD), narodziła się w Stanach Zjednoczonych w 1993 z inicjatywy Cornell Laboratory of Ornithology i Smithsonian Migratory Bird Center. Oficjalnie odbywają się w drugą sobotę maja w USA i Kanadzie, w październiku: w Meksyku, Ameryce Środkowej i Południowej oraz na Karaibach, koordynowane przez Międzynarodową Radę Ochrony Ptaków, (ang. BirdLife International), jako Światowy Dzień Ptaków Wędrownych.
Obchody światowego/międzynarodowego Dnia Ptaków Wędrownych koncentrują się na jednym z największych fenomenów życia - podróży ptaków. 
Nad Polską krzyżują się szlaki wędrówek ptaków łączące trzy kontynenty: nasz kraj jest ważnym obszarem dla ptaków wędrujących przez Europę, z dalekiej Syberii, Afryki i Azji.